# Word 6 (Quedlinburg)

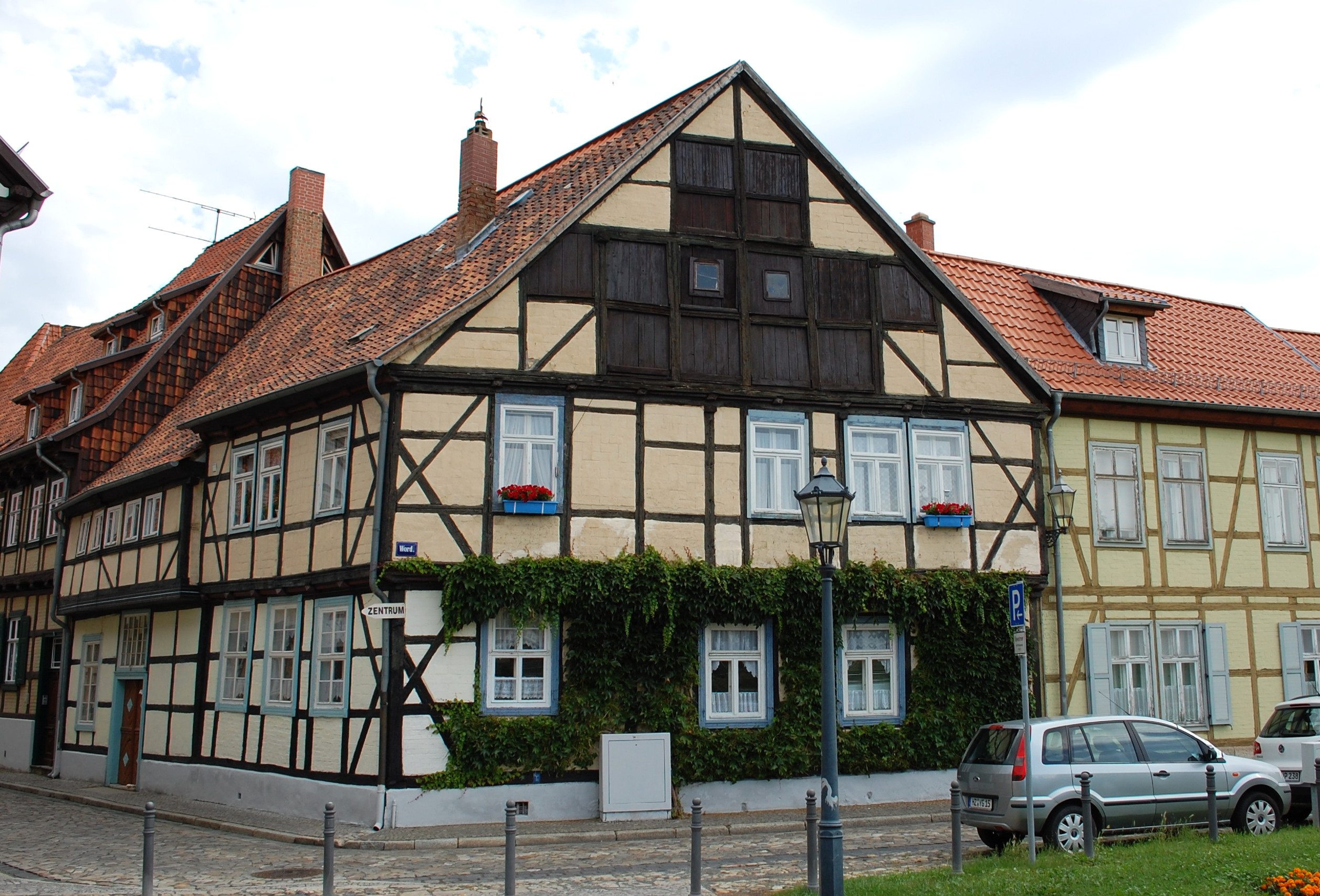
Word 6, Blick von Süden

Das Haus Word 6 ist ein denkmalgeschütztes Gebäude in der Stadt Quedlinburg in Sachsen-Anhalt.

## Lage
Das Gebäude befindet sich im südlichen Teil der historischen Quedlinburger Altstadt an der Ecke der Straße Word zur Carl-Ritter-Straße. Das Haus ist im Quedlinburger Denkmalverzeichnis als Kaufmannshaus eingetragen und gehört zum UNESCO-Weltkulturerbe.

## Architektur und Geschichte
Das Fachwerkhaus besteht aus zwei Gebäudeteilen. Älterer Teil ist die nördliche Haushälfte aus der Zeit um 1600. Die Fassade ist mit Fußstreben und Profilbohlen verziert. Das Obergeschoss kragt über.
Der südliche Gebäudeteil entstand nach einer Inschrift an der Stockschwelle im Jahr 1738. Markant ist ein nach Süden ausgerichteter Speichergiebel.
Auf dem Hof befindet sich ein Gebäudeflügel vom Anfang des 19. Jahrhunderts. Weitere Bauten sind jüngerer Entstehungszeit.